# وزارة الشؤون المدنية (الصين)
وزارة الشؤون المدنية (بالصينية: 中华人民共和国民政部) هي وزارة في الحكومة المركزية الصينية مسؤولة عن الشؤون الاجتماعية والإدارية في الصين. تأسست الوزارة في مايو 1978 وكان اسمها سابقا وزارة الداخلية.

## تاريخ
- نوفمبر 1949 أنشأت وزارة الشؤون الداخلية للحكومة الشعبية المركزية.
- سبتمبر 1954 أعيد تسميتها وزارة الشؤون الداخلية لجمهورية الصين الشعبية.
- يناير 1969 ألغيت الوزارة.
- مايو 1978 تأسست وزارة الشؤون المدنية لجمهورية الصين الشعبية.

## وصلات خارجية
- الموقع الرسمي